# Umbraängsfly
Umbraängsfly, Mniotype solieri, är en fjärilsart som först beskrevs av Jean Baptiste Boisduval 1829.  Umbraängsfly ingår i släktet Mniotype, och familjen nattflyn. Det är osäkert om arten någonsin reproducerat sig i Sverige. Det första och hittills enda exemplaret funnet i Sverige fångades med ljus vid  Sandhammaren, i Skåne 1998. Sannolikt var detta ett migrerande exemplar men passiv införsel, exempelvis med någon varutransport söder ifrån, kan inte uteslutas. Även i Danmark har några fynd av arten gjorts. Fjärilens normala utbredningsområde är Sydeuropa och västra Asien. Inga underarter finns listade i Catalogue of Life.

## Bildgalleri

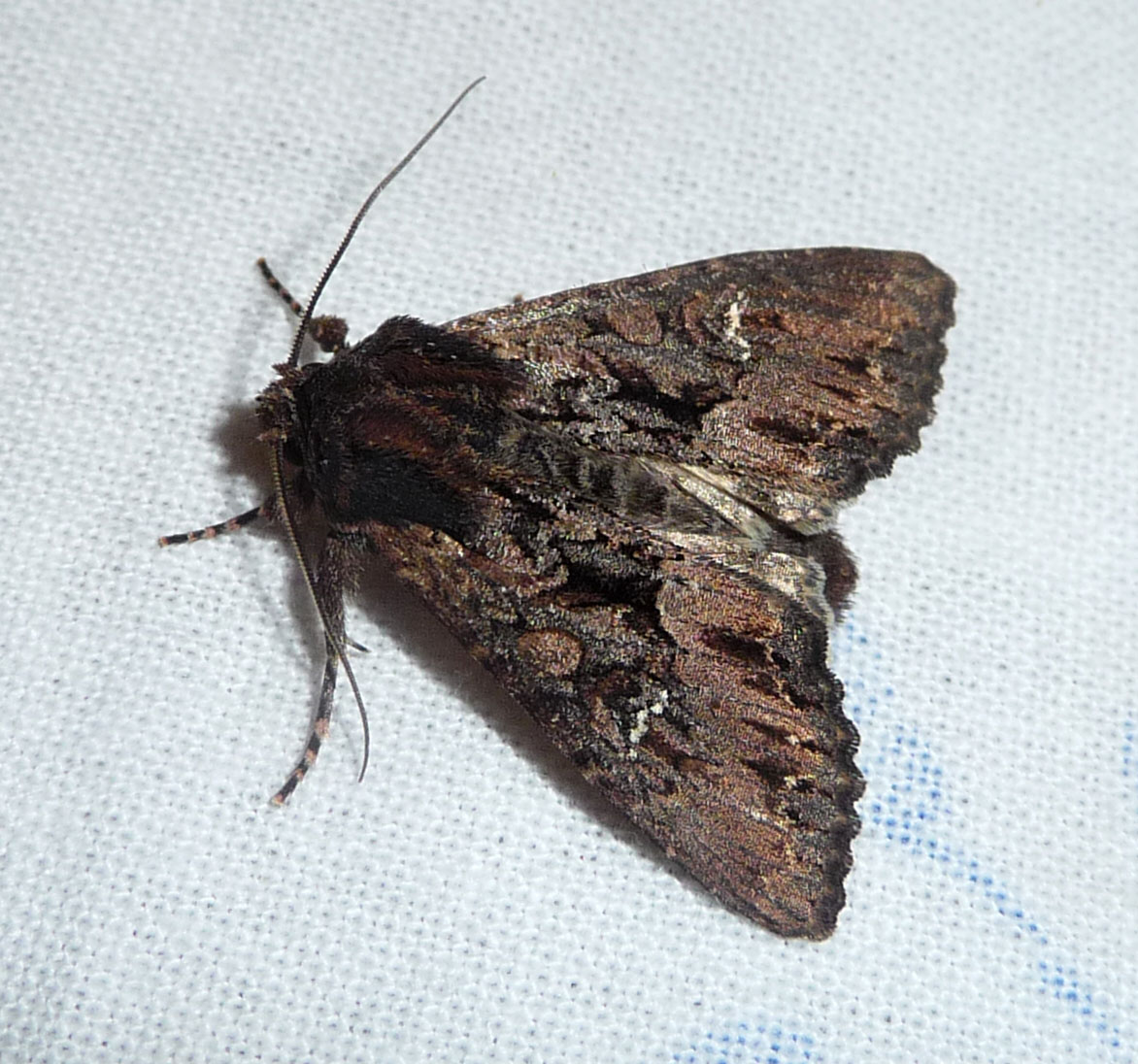
Imago fjäril
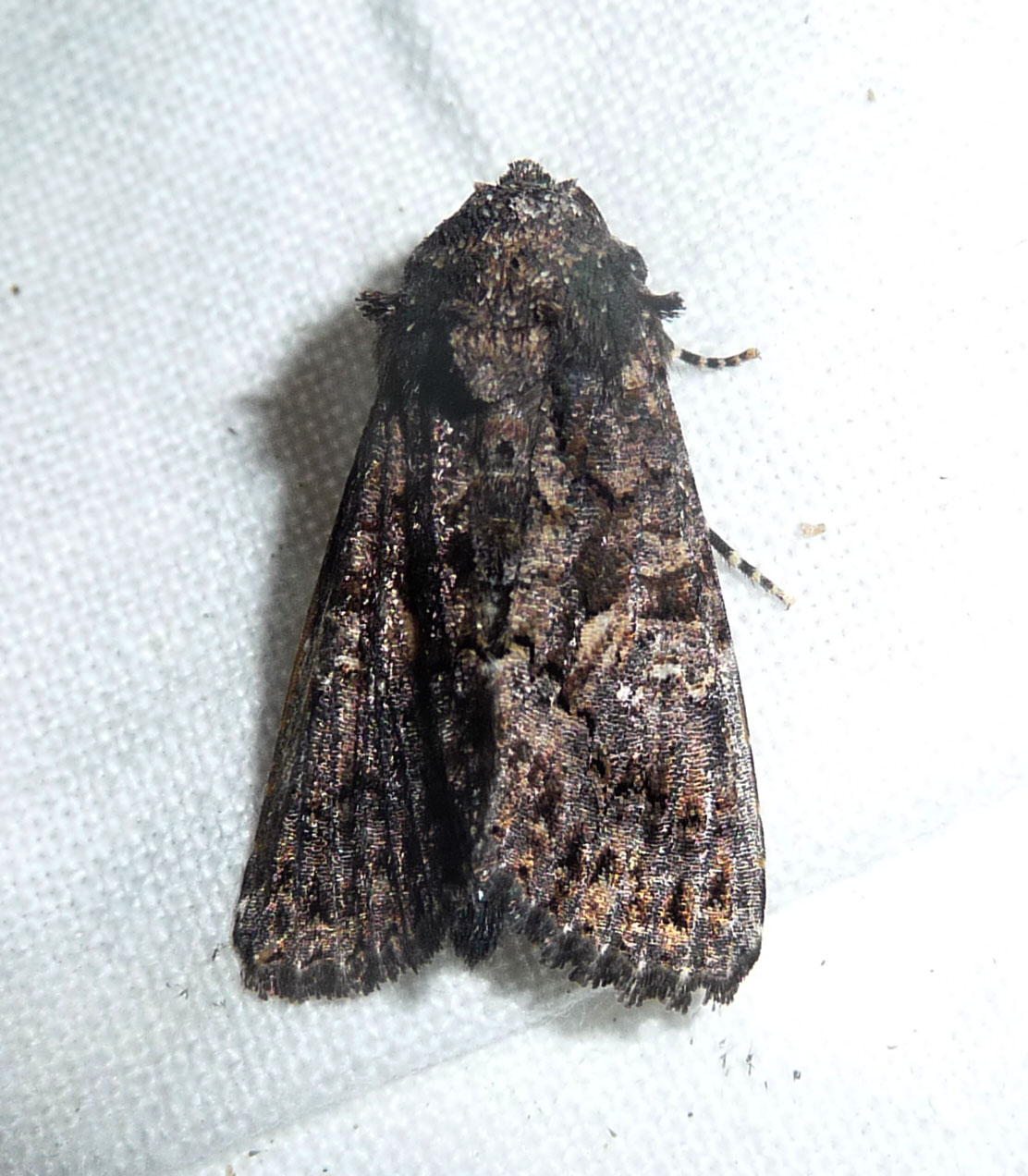
Imago fjäril
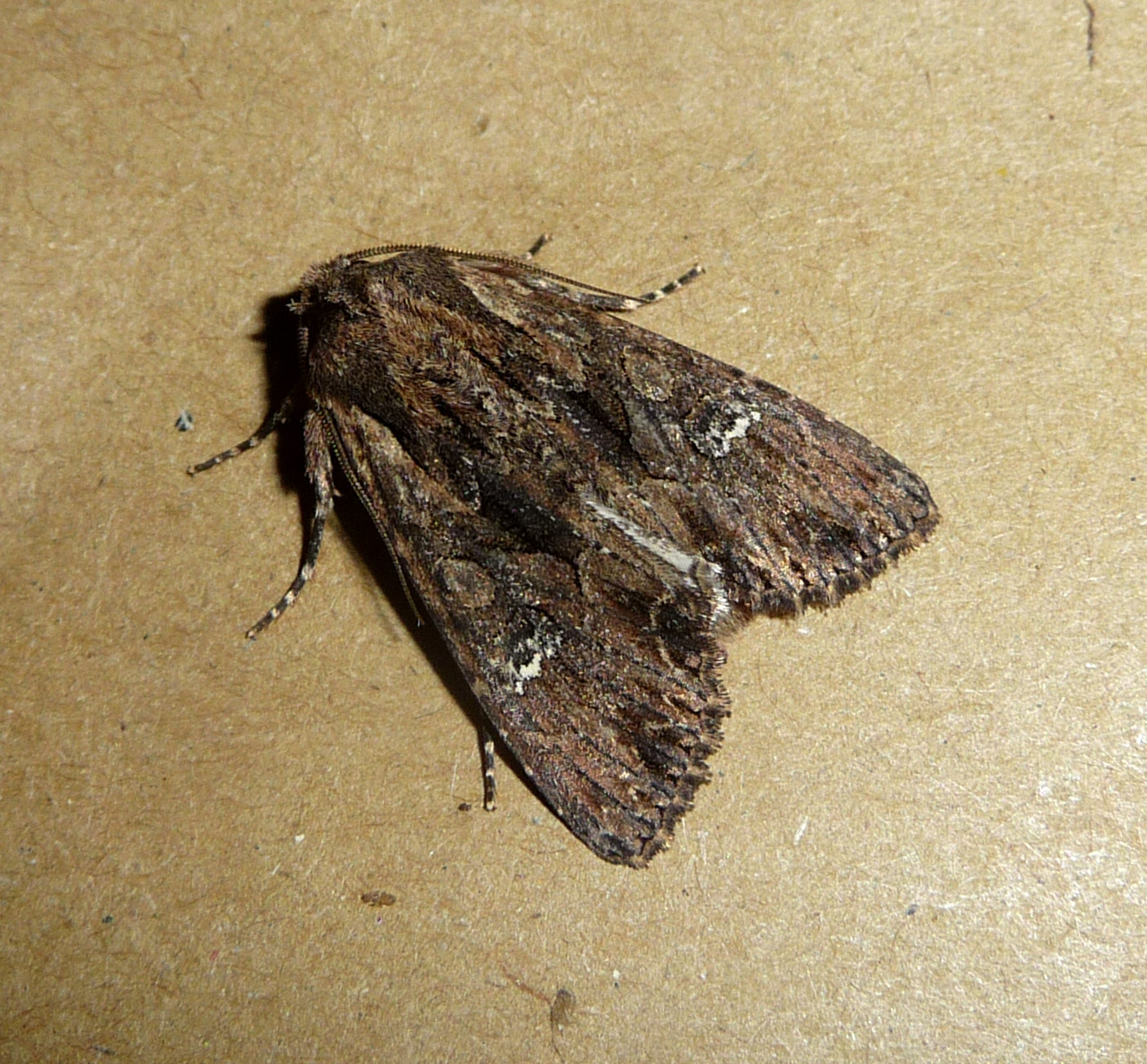
Imago fjäril
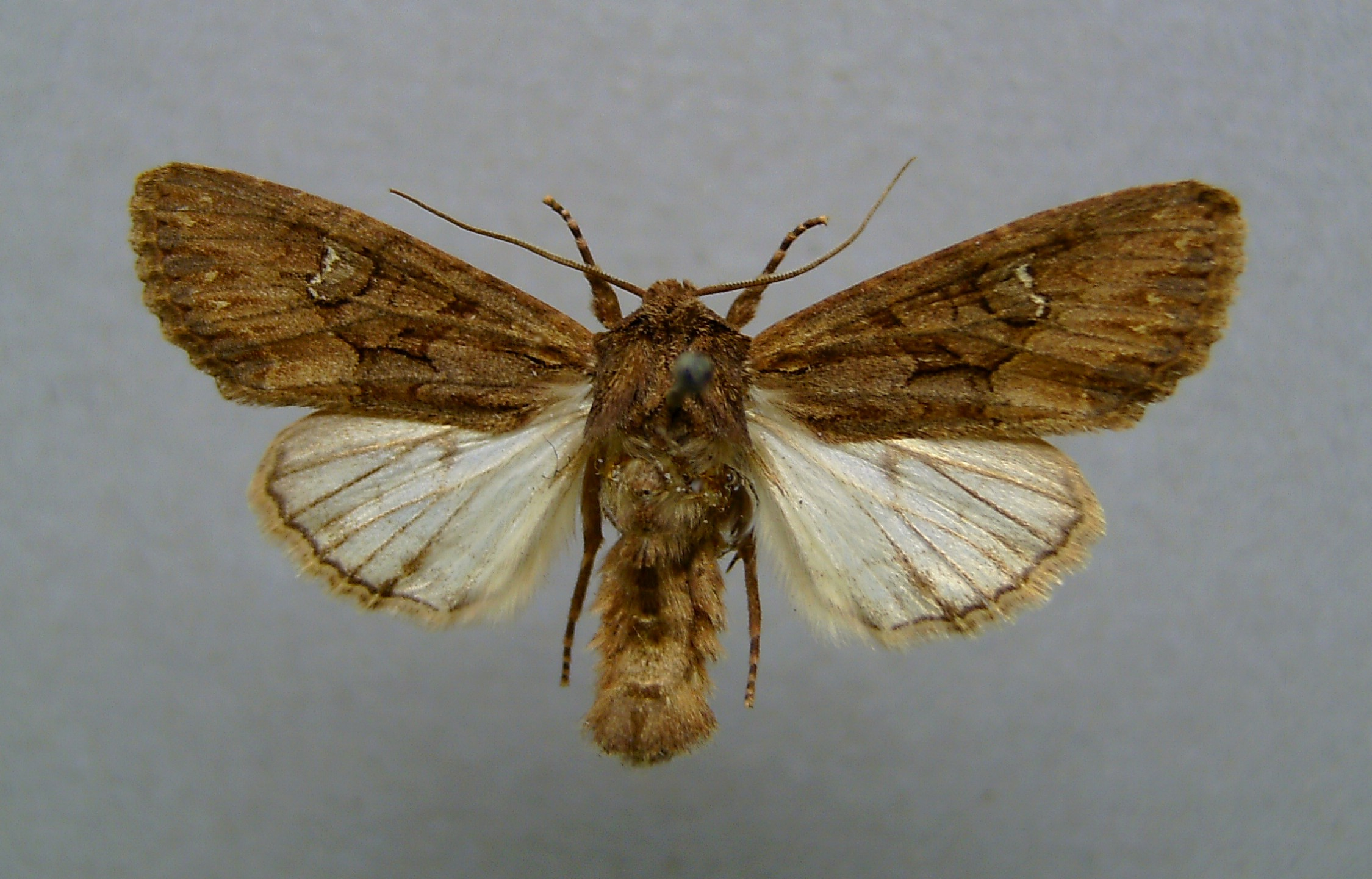
Preparerad (uppnålad) imago fjäril